# バカ・ピグミー

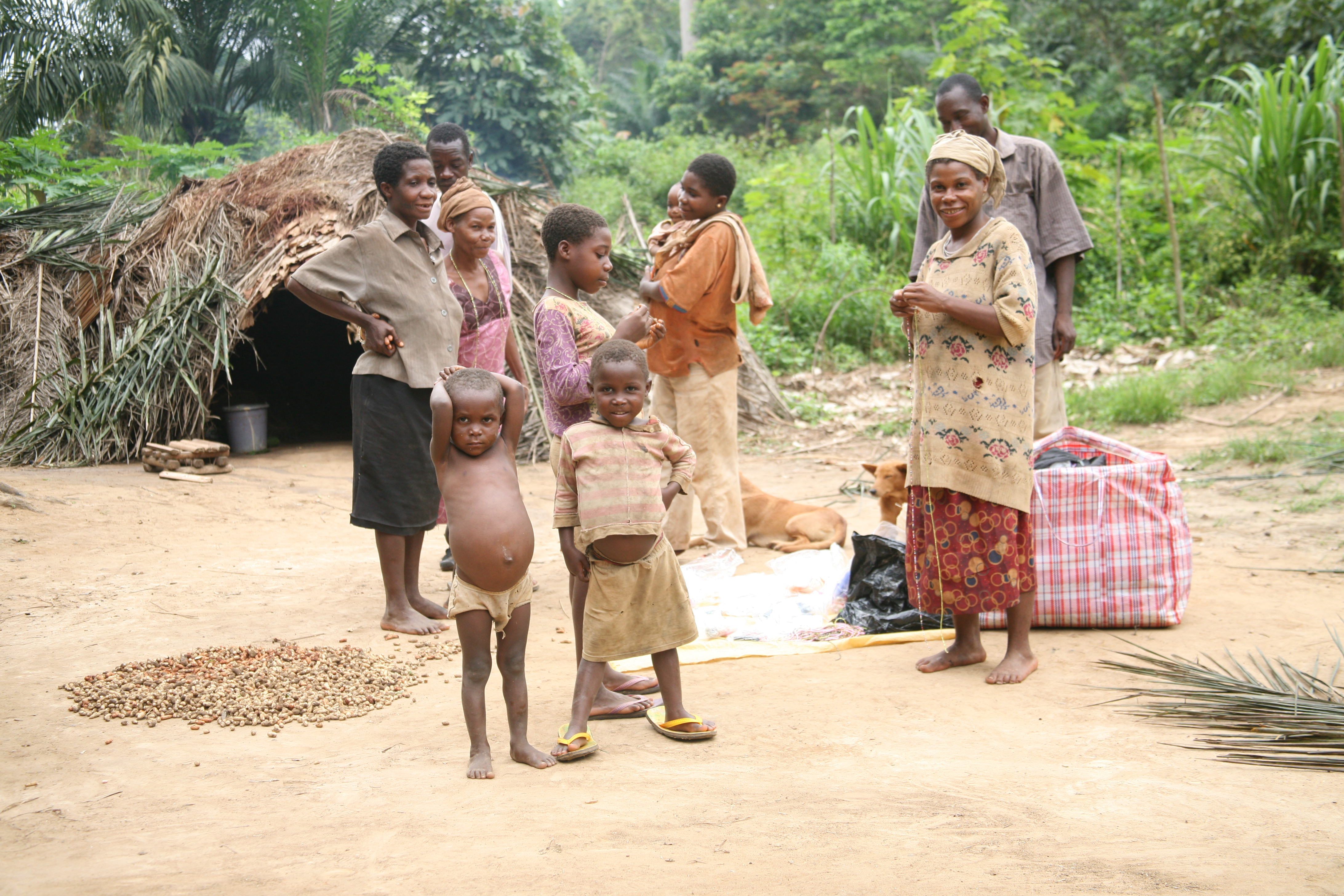
バカ族の集落

バカ・ピグミー（またはベバヤカ、ベバヤガ、ビバヤ、バビンガ。Baka pygmies, or Bayaka, Bebayaka, Bebayaga, Bibaya）は、カメルーン南東部の熱帯雨林、コンゴ北部、ガボン北部、中央アフリカ共和国南東部に住むピグミーの民族グループである。
トワ・ピグミーの下位グループであるとしばしば誤解されるが、両者の間に密接な関係はない。同様にカメルーンの2から9の認められたピグミーの集団に誤用される。平均身長は1.5m。
コンゴ民主共和国とスーダンのバカ族とは関係はない。

## 文化

### 人口
バカ族の正確な人口は決定し難く、30,000人から40,000人と推定されている。

### 言語
他の殆どのアフリカ中部のピグミー系諸族で独自の言語の残存が確認されておらず、バントゥー語系の周囲の農耕民の言語のみが用いられているのと異なり、バカ族はバカ語と呼ばれる独自の言語を保持し、それはニジェール・コンゴ語族アダマワ・ウバンギ語群に属する。また、多くのバカ族は隣接するバントゥー系の言語Koozimeも第二言語として用いる。少数はフランス語を話す。

### 生活
バカ族は狩猟採集民であり、狩猟や漁撈を生業として森で遊動的な生活を送っている。
男達は周辺の森で、毒矢や毒槍を用いた狩をし、獲物を罠で捉える。一方女達は果物や木の実を集めるか、子供の世話をしていれば養蜂を行なう。グループは狩りが成功するまで一つの場所に留まり、その後そのキャンプを捨てて森の別の場所へ移る。
しかし、1960年代以降のカメルーン政府による定住化政策によって、次第に集落をベースとした農耕生活になりつつある。定住化によってバンツー族の方式の箱形住居を持つ人も増えたが、伝統的な折り曲げた枝に大きな葉を被せた、モングル(Mongulu)と呼ばれるドーム型のテントで生活を続ける人も多い。
平均的なモングルは直径2.5メートル、高さ1.3メートルほどの円形で、木で骨格を組みクズウコン科のンゴンゴやボボコの葉で屋根を葺く。家づくりは女性の仕事であり、のべ4時間程度で完成する。床にはマットが敷かれ、中で煮炊きも行われる。小柄なバカの人々でも中で動き回ることができない小さな住居だが、その理由は日中の暑さに比べて朝夕は15℃まで気温が下がる気候にある。
近年、カメルーンのバカ族は、特に道路に面した集落で貨幣経済が浸透しつつあり、学者の間で貨幣が原始共産制をどう変えるのか、という研究対象になっている。

### 信仰
バカ族はアニミズムを行ない、祖霊にして守護者とされるジェンギという森の聖霊を信仰している。狩が成功した後にルマという太鼓と合唱を伴った感謝の踊りが行なわれる。他の伝統行事には男子の成人の儀式ジェンギがある。バカ族には独自の伝統医学があり、部族以外の者でもピグミーの治療者を探す程である。

## 関係
バカ族は隣接して住むバンツー族と共生関係にあり、交易を行なうためによく道沿いにキャンプを構え、物々交換を行なう。また、観光を意識して、多くのバカ族以外の人間がピグミーの村を訪れたり、留まったりする手筈を整え、自然保護林を訪れる人へバカ族のガイドを雇う。バカ族とバンツー族の部族間結婚の率は上昇している。
何千年もの間続いてきたバカ族の放浪生活を行なう生活様式は植民地主義のさなか、ドイツ・フランスの植民地政府が道沿いの村に住まわせたにもかかわらず、変わらなかった。カメルーンの政府は報奨金と全ての子供への学校教育の義務を通してこの方針を保持しようとした。しかしバカ族の大部分は従っていない。

## ポップカルチャー・メディアとの関係
日本のロックバンドであるあふりらんぽは、2004年春にカメルーンの森に赴き一ヶ月間バカ族と共に過ごすことで製作したアルバム「バカが来た!!!」を2006年に発表している。
また、NHKの番組、フロンティアの「ヒトはなぜ歌うのか」という回 (初回放送日：2024年5月2日)で、バカ族の音楽に対する考え方が紹介されていた。